# Campeonato Europeo de Gimnasia Rítmica de 2018
El XXXIV Campeonato Europeo de Gimnasia Rítmica se celebró en Guadalajara (España) entre el 1 y el 3 de junio de 2018 bajo la organización de la Unión Europea de Gimnasia (UEG) y la Real Federación Española de Gimnasia.
Las competiciones se realizaron en el Palacio Multiusos de la ciudad castellana. Inicialmente el campeonato fue asignado a la ciudad de Valladolid, pero tras determinarse que el Polideportivo Pisuerga no reunía los nuevos requisitos exigidos y que el Ayuntamiento declinaba hacer los cambios necesarios, la UEG aprobó el cambio de sede el 19 de enero de 2018.

## Calendario
Hora local de España (UTC+2).
| Fecha      | Hora        | Pruebas                                                 |
| ---------- | ----------- | ------------------------------------------------------- |
| 1 de junio | 18:00–18:30 | Ceremonia de apertura                                   |
| 1 de junio | 18:30–20:00 | Concurso completo por conjuntos – 5 aros                |
| 2 de junio | 13:00–18:30 | Concurso completo por conjuntos – 3 pelotas + 2 cuerdas |
| 3 de junio | 12:30–13:10 | Grupos – 5 aros                                         |
| 3 de junio | 13:15–13:55 | Grupos – 3 pelotas + 2 cuerdas                          |
| 3 de junio | 15:00–19:30 | Concurso completo ind.                                  |

|  | Finales |

## Resultados
| Evento                                     | Oro | Plata | Bronce |
| ------------------------------------------ | --- | --- | --- |
| Concurso completo ind. (03.06)             | Arina Averina · Rusia · 79,250 pts. | Dina Averina · Rusia · 77,750 pts.                                                                                               | Katsiaryna Halkina · Bielorrusia · 77,625 pts.                                                                                                |
| Grupo 5 con aro (03.06)                    | Italia · Anna Basta · Martina Centofanti · Letizia Cicconcelli · Agnese Duranti · Alessia Maurelli · Martina Santandrea · 22,350              | Ucrania · Anastasiya Vozniak · Valeriya Yuzviak · Valeriya Janina · Daria Kobets · Alina Byjno · Diana Myzherytska · 22,100      | Rusia · Anastasiya Blizniuk · Mariya Kravtsova · Xeniya Poliakova · Anastasiya Shishmakova · Anastasiya Tatareva · Mariya Tolkachova · 21,600 |
| Grupos 3 con pelota + 2 con cuerda (03.06) | Bulgaria Elena Bineva Simona Diankova Stefani Kiriakova Madlen Radukanova Laura Traets 22,825                                                 | Italia · Anna Basta · Martina Centofanti · Letizia Cicconcelli · Agnese Duranti · Alessia Maurelli · Martina Santandrea · 22,350 | Azerbaiyán Ayşən Bayramova Siyana Vasileva Diana Doman Zeynəb Hümmətova Aliyə Paşayeva 20,350                                                 |
| Grupos concurso completo (02.06)           | Rusia · Anastasiya Blizniuk · Mariya Kravtsova · Xeniya Poliakova · Anastasiya Shishmakova · Anastasiya Tatareva · Mariya Tolkachova · 43,625 | Italia · Anna Basta · Martina Centofanti · Letizia Cicconcelli · Agnese Duranti · Alessia Maurelli · Martina Santandrea · 42,900 | Bulgaria Elena Bineva Simona Diankova Stefani Kiriakova Madlen Radukanova Laura Traets 41,750                                                 |

## Medallero
| Núm. | País        | Oro | Plata | Bronce | Total |
| ---- | ----------- | --- | ----- | ------ | ----- |
| 1    | Rusia       | 2   | 1     | 1      | 4     |
| 2    | Italia      | 1   | 2     | 0      | 3     |
| 3    | Bulgaria    | 1   | 0     | 1      | 2     |
| 4    | Ucrania     | 0   | 1     | 0      | 1     |
| 5    | Azerbaiyán  | 0   | 0     | 1      | 1     |
| 5    | Bielorrusia | 0   | 0     | 1      | 1     |
|      | TOTAL       | 4   | 4     | 4      | 12    |